# Las Cuerlas
Las Cuerlas – gmina w Hiszpanii, w prowincji Saragossa, w Aragonii, o powierzchni 32,58 km². W 2011 roku gmina liczyła 55 mieszkańców.